# Xanthorhoe melissaria
Xanthorhoe melissaria là một loài bướm đêm trong họ Geometridae.